# Viceré d'Etiopia
Il viceré d'Etiopia era il rappresentante del re d'Italia, imperatore d'Etiopia e dal 1939 anche re d'Albania.
Risiedeva a Addis Abeba ed era anche Governatore Generale dell'Africa Orientale Italiana.
Venne ufficialmente istituito con il regio decreto n. 1019 del 1º giugno 1936.
Il titolo venne ufficialmente abolito dopo l'occupazione totale dalla coalizione anglo-franco-belga (più colonie), supportati dai ribelli armati etiopi, dell'Africa Orientale Italiana il 27 novembre 1941.

## Lista

Governatorati dell'Africa Orientale Italiana

Bandiera dei Governatori coloniali

| Viceré d'Etiopia Governatori Generali dell'Africa Orientale Italiana | Viceré d'Etiopia Governatori Generali dell'Africa Orientale Italiana | Inizio           | Fine             |
| -------------------------------------------------------------------- | -------------------------------------------------------------------- | ---------------- | ---------------- |
|                                                                      | Pietro Badoglio                                                      | 1º giugno 1936   | 11 giugno 1936   |
|                                                                      | Rodolfo Graziani                                                     | 11 giugno 1936   | 21 dicembre 1937 |
|                                                                      | Amedeo di Savoia-Aosta                                               | 21 dicembre 1937 | 19 maggio 1941   |
|                                                                      | Pietro Gazzera                                                       | 23 maggio 1941   | 6 luglio 1941    |
|                                                                      | Guglielmo Nasi                                                       | 6 luglio 1941    | 27 novembre 1941 |

## Governatorati

### Etiopia

#### Governatorato di Addis Abeba
- Alfredo Siniscalchi dal 1º giugno 1936 al 23 settembre 1938
- Francesco Canero Medici dal 23 settembre 1938 al 1º gennaio 1939

#### Governatorato dello Scioa
- Enrico Cerulli dal 1º gennaio al 5 maggio 1939
- Guglielmo Nasi dal 5 maggio 1939 al 2 giugno 1940
- Giuseppe Daodice dal 2 giugno 1940 al 3 aprile 1941
- Agenore Frangipani dal 3 al 6 aprile 1941

#### Governatorato dell'Amara
- Alessandro Pirzio Biroli dal 1º giugno 1936 al 15 dicembre 1937
- Ottorino Mezzetti dal 15 dicembre 1937 al 1º gennaio 1939
- Luigi Frusci dal 1º gennaio 1939 al 19 maggio 1941
- Guglielmo Nasi dal 19 maggio al 27 novembre 1941

#### Governatorato del Galla e Sidama
- Carlo Geloso dal 1º luglio 1936 al 9 luglio 1938
- Armando Felsani dal 10 luglio al 12 agosto 1938
- Pietro Gazzera dal 12 agosto 1938 al 6 luglio 1941

#### Governatorato dell'Harar
- Guglielmo Nasi dal 1º giugno 1936 al 5 maggio 1939 (prima volta)
- Enrico Cerulli dal 5 maggio 1939 all'11 giugno 1940
- Guglielmo Nasi dall'11 giugno 1940 al 4 febbraio 1941 (seconda volta)
- Pompeo Gorini dal 4 febbraio al 9 marzo 1941
- Carlo De Simone dal 10 marzo al 24 aprile 1941

### Eritrea

#### Governatorato dell'Eritrea
- Alfredo Guzzoni dal 22 maggio 1936 al 1º aprile 1937
- Vincenzo de Feo dal 1º aprile 1937 al 15 dicembre 1937
- Giuseppe Daodice dal 15 dicembre 1937 al 2 giugno 1940
- Luigi Frusci dal 2 giugno 1940 al 19 maggio 1941

### Somalia italiana|Somalia

#### Governatorato della Somalia
- Ruggero Santini dal 24 maggio 1936 al 15 dicembre 1937
- Francesco Saverio Caroselli dal 15 dicembre 1937 all'11 giugno 1940
- Gustavo Pesenti dall'11 giugno 1940 al 31 dicembre 1940
- Carlo De Simone dal 31 dicembre 1940 al 9 marzo 1941